# Monument à Lénine (Kiev)
Pour les articles homonymes, voir Liste de monuments dédiés à Lénine.
Le monument à Lénine de Kiev est une statue dédiée à Vladimir Lénine, le fondateur de l'Union soviétique à Kiev, la capitale de l'Ukraine. Le monument, plus grand que nature (3,45 mètres), est construit par le sculpteur soviétique Sergueï Merkourov à partir de la même pierre rouge carélienne que le mausolée de Lénine. Il est exposé à l'Exposition universelle de New York de 1939 et érigé dans la rue principale Krechtchatyk de Kiev (à l'intersection du boulevard Shevchenko, en face du marché Bessarabsky) le 5 décembre 1946.
La statue est renversée de son piédestal et écrasée par une foule en colère le 8 décembre 2013, dans le cadre des événements d'Euromaïdan, lorsque de nombreuses autres statues soviétiques sont renversées. Le socle reste en place et devient un site éphémère d'œuvres d'art politiques et d'échanges. Depuis 2016, diverses sculptures ou installations sont exposées devant le socle.
Depuis 2015, tous les monuments liés à des thèmes et/ou des personnes communistes sont illégaux en Ukraine.

## Période post-soviétique
Selon le décret de l'ancien président de l'Ukraine, Viktor Iouchtchenko, ce monument de l'Union soviétique et de la période communiste associée aurait dû être enlevé après l'indépendance de l'Ukraine. Néanmoins, en raison de la résistance du Parti communiste d'Ukraine, dont les membres ont été élus à la Verhovna Rada, le dernier monument de Kiev à Lénine est resté debout.

## Démolition

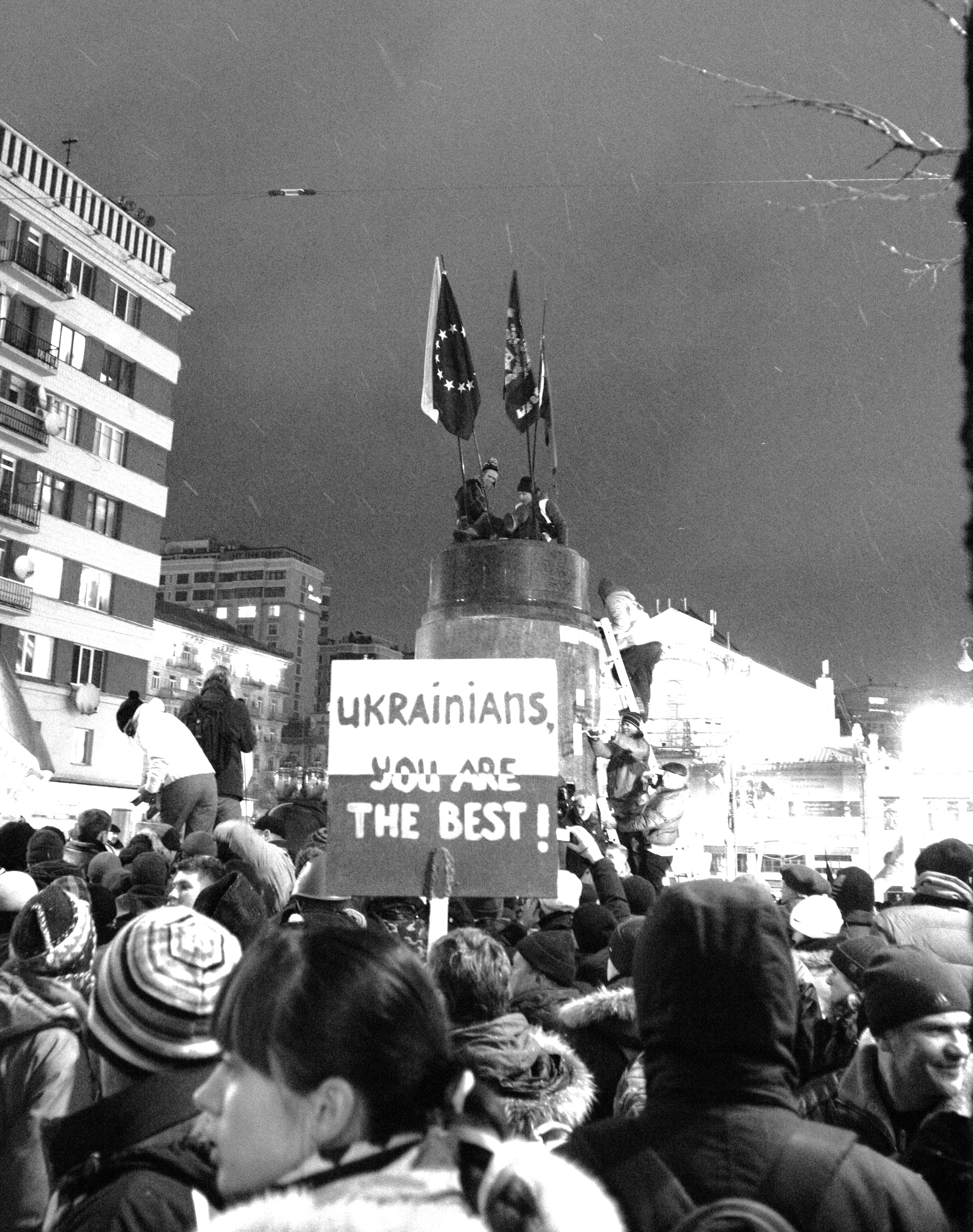
Après la chute du monument à Lénine à Kiev.

Le 1er décembre 2013, un groupe d'hommes masqués tente de renverser la statue lors de la vague de protestations d'Euromaïdan. La police réagit immédiatement en déployant une petite unité de police antiémeute Berkout qui est attaquée, submergée et forcée de fuir.
Par la suite, le 8 décembre 2013, plusieurs Ukrainiens prétendant être affiliés au parti politique Svoboda renversent la statue, sous le regard de la police de Kiev. La statue se casse à la suite de sa chute.
Après la chute de la statue de Lénine, la foule commence à chanter l'hymne national de l'Ukraine. Plus tard, des morceaux du monument sont ramassés par les manifestants comme souvenirs,.

## Réponse
L'enlèvement ou la destruction des monuments et statues de Lénine prend une ampleur particulière après la destruction de la statue à Lénine de Kiev. Sous la devise « Ленінопад » (Léninopad), des militants abattent une douzaine de monuments communistes dans la région de Kiev, Jytomyr, Khmelnytskyï et ailleurs, ou les endommagent au cours des manifestations d'Euromaïdan au printemps 2014. Dans d'autres villes et villages, les monuments sont retirés à l'aide d'équipements lourds organisés et transportés vers des casses ou des dépotoirs,.

### Réponse politique
Un député ukrainien du parti UDAR, Valeriy Karpuntsov, annonce que la police ukrainienne a commencé les arrestations de personnes présentes dans la zone lors de la chute du dernier monument à Lénine à Kiev.
Le gouverneur de l'oblast de Kharkiv, Mikhaïl Dobkine, tweete le 8 décembre 2013 à propos du lancement d'une campagne de financement participatif pour restaurer le monument : « Demain, j'ouvrirai le compte pour la restauration du monument à Lénine à Kiev… ». Il déclare qu'il allouera la somme de 100 000 hryvnias pour la restauration du monument.

### Opinion publique
La plupart des habitants de Kiev (69 %) ont une réaction négative à l'égard du retrait du monument de Lénine lors des actions de protestation de masse, tandis que 13 % sont satisfaits et 15 % restent indifférents.

## Site de l'ancien monument depuis son renversement
Le 15 mai 2015, le président ukrainien Petro Porochenko signe un projet de loi pour le retrait de tous les monuments à thème communiste en Ukraine.
Bien que la statue ait été retirée, le socle du monument reste en place. Ce socle devient à plusieurs reprises un site d'exposition d'œuvres d'art et d'échanges politiques.